# Crotalaria allophylla
Crotalaria allophylla är en ärtväxtart som beskrevs av Mats Thulin. Crotalaria allophylla ingår i släktet sunnhampor, och familjen ärtväxter. Inga underarter finns listade i Catalogue of Life.